# الزاوية الدرقاوية

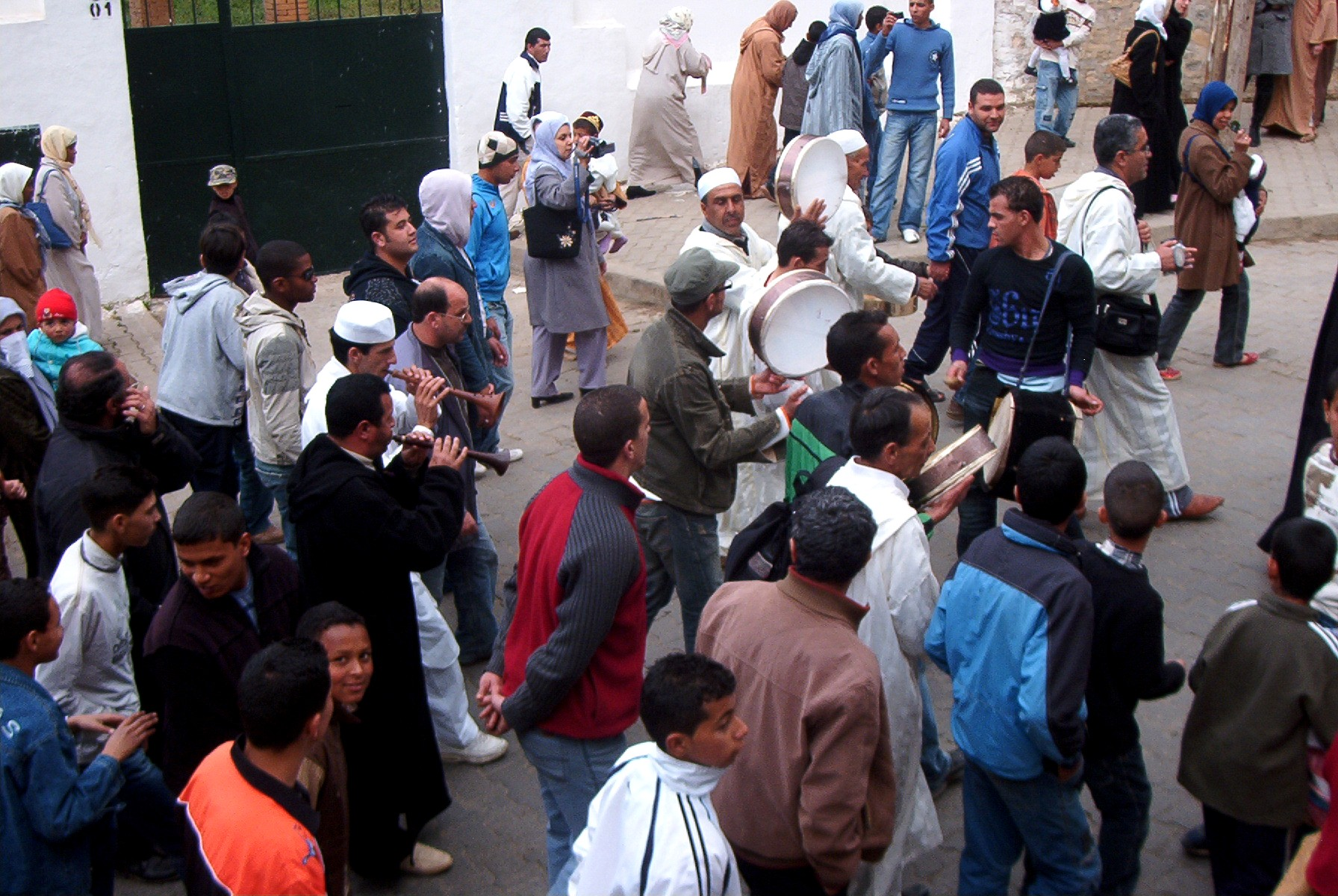

تعتبر الزاوية الدرقاوية الحسنية من أهم الزوايا بـ فاس وقد لعبت دورا مهما في الحياة السياسية بفاس وكانت تحظى باهتمام خاص من طرف السلطان مولاي الحسن الأول حيث أنه زارها عدة مرات. ويحكى أنه كان يتبرك بالشرفاء الدرقاويين وكان يزورهم على الدوام بالزاوية المذكورة والتي تقع في حي العيون قرب راس الجنان. ويعتبر مولاي رشيد الدرقاوي الحسني آخر شيوخها وكان من حفاظ الملحون ومن ناظميه. وهناك اطروحة دكتوراه للباحثة حسناء بن عجيبة تحت عنوان "التصوف ومشيخته في المغرب بين التبرك والتربية:الدرقاوية نموذجا "، حيث ذكرت ان الطريقة الدرقاوية لعبت دوراً في احياء التصوف الذي تجاوز جميع المغرب والجزائر وتونس وصولاً إلى مصر والحجاز. 

## وصلات داخلية
- المغرب